# Sunrise in Eden
«Sunrise in Eden» — дебютний студійний альбом австрійського симфонічного павер-метал-гурту Edenbridge. Реліз відбувся у жовтні 2000 через лейбл Massacre Records. В Японії альбом вийшов 21 грудня 2000 через лейбл Nexus Records.

## Список композицій
1. "Cheyenne Spirit" (05:35)
2. "Sunrise In Eden" (08:31)
3. "Forever Shine On" (05:03)
4. "Holy Fire" (04:48)
5. "Wings Of The Wind" (05:05)
6. "In The Rain" (04:29)
7. "Midnight At Noon" (04:11)
8. "Take Me Back" (04:15)
9. "My Last Step Beyond" (10:44)

## Учасники запису
Edenbridge
- Сабіна Едельсбахер – вокал
- Арне "Ланвалль" Стокхаммер – електрогітара, ритм-гітара, клавішні
- Роланд Навратил – ударні
- Георг Едельманн – гітари
- Курт Беднарскі – бас-гітара